# Wecomedon wirketis
Wecomedon wirketis är en kräftdjursart som först beskrevs av Gurjanova 1962.  Wecomedon wirketis ingår i släktet Wecomedon och familjen Lysianassidae. Inga underarter finns listade i Catalogue of Life.